# Celebración de la Reconquista
La Celebración de la Reconquista de Vigo es una fiesta carácter histórico que se celebra en la zona vieja de la ciudad de Vigo (Galicia), entre finales de marzo y principios de abril. La fecha oficial es el 28 de marzo (festivo local en Vigo), pero se hace coincidir en fin de semana según el calendario anual. En la fiesta se representa la toma de la ciudad por los franceses a comienzos del siglo XIX y la reconquista por los habitantes de Vigo.
Además de las representaciones, hay otras actividades por las diversas calles de la zona vieja de la ciudad, música popular, puestos de comida y artesanía a modo de feria. A día de hoy es la celebración más emblemática de la ciudad, siendo declarada como fiesta de interés turístico nacional en el año 2019.

## Antecedente histórico
La fiesta conmemora el alzamiento popular que ocurrió el 28 de marzo de 1809, cuando las tropas francesas del ejército de Napoleón salieron de la ciudad. La lucha de los vigueses (en el marco de la Guerra de Independencia Española), encabezada por los militares Pablo Morillo y Bernardo González “Cachamuíña” consiguió expulsar a los franceses, convirtiéndose en la primera localidad de Europa en conseguirlo. Posteriormente, durante la retirada francesa cara al interior de la ría de Vigo, se entablaría combate en la Batalla de Puentesampayo, en las tierras donde coinciden los ayuntamientos de Sotomayor y Pontevedra.
Como reconocimiento al pueblo de Vigo durante la batalla de la Reconquista, Fernando VII otorgó a la ciudad el título de ciudad fiel, leal y valerosa.

## La Fiesta
Toda la zona vieja de la ciudad (Puerta del Sol, Plaza de la Constitución, plaza de la Princesa, etc.) se llena de puestos de comida (empanada, churrasco, filloas), bebida (vinos y licores) y artesanía a modo de feria de la época, es destacable indicar que en las últimas ediciones de la fiesta, entre los asistentes se ha hecho muy popular el choripán. Los vigueses se visten de campesinos, marineros, soldados, etc. La Asociación Cultural y Vecinal de la Zona Vieja de Vigo junto con el ayuntamiento de la ciudad, se encarga de marcar las pautas de la fiesta, así como la lista de los puestos, las actividades e incluso la vestimenta oficial de la época. Se representan además las batallas entre gallegos y franceses en cada rincón. El momento más importante ocurre en el episodio de la calle de Gamboa, en el que se simula el derrumbamiento de la puerta de la ciudad. Además existen demostraciones de la artesanía de la época y representaciones musicales con más de treinta bandas y danzas. El pregonero que anuncia la fiesta se escoge por concurso popular.
En el año 2009 se celebró el bicentenario de la reconquista de la ciudad. Además de los actos habituales se celebró el Congreso sobre la Reconquista de Vigo.

### Principales personajes representados

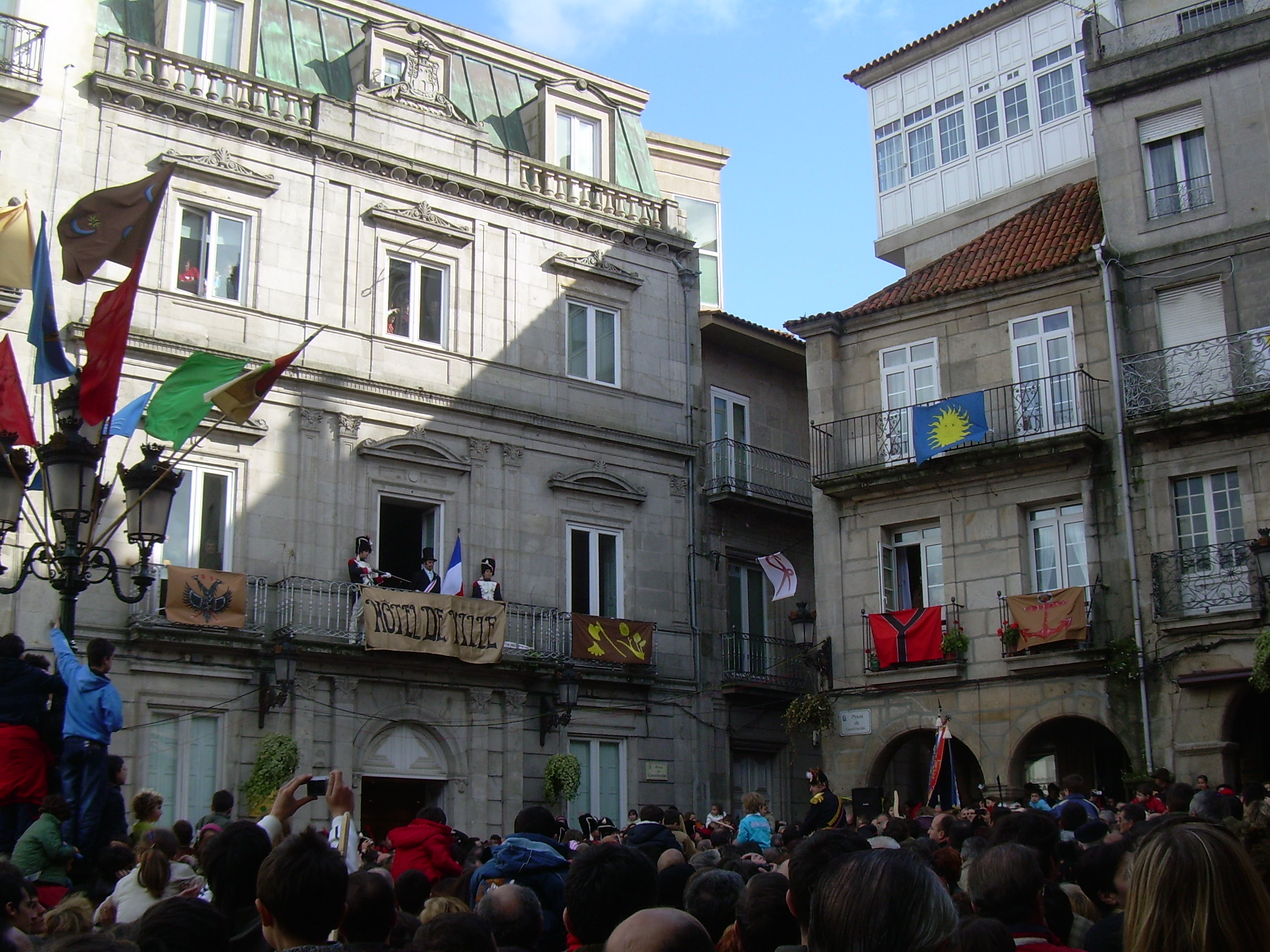
Vázquez Varela presencia la toma francesa de la casa consistorial.

- El alcalde Vázquez Varela.[18]
- El marinero Carolo.
- El capitán Cachamuíña.[19][20]
- El abad de Valladares.
- El teniente Juan Almeida.
- Fray Andrés Villagelié.
- María de Aurora.[21]

### Principales actos teatrales
- La toma del ayuntamiento.
- El cierre de las murallas de Vigo.
- Los altercados en tabernas entre los soldados franceses con la población local, a veces con resultado de muerte.
- Las viguesas entreteniendo a los soldados invasores con sus encantos.
- La toma de la Puerta da Gamboa por parte de los habitantes de la ciudad, liderados por Carolo y otras autoridades, en este lugar es donde Carolo muere clavando la puerta con su machete, que después cogería el capitán Cachamuíña para seguir abriendo la puerta.
- La retirada en barco de los franceses.

## Galería de imágenes

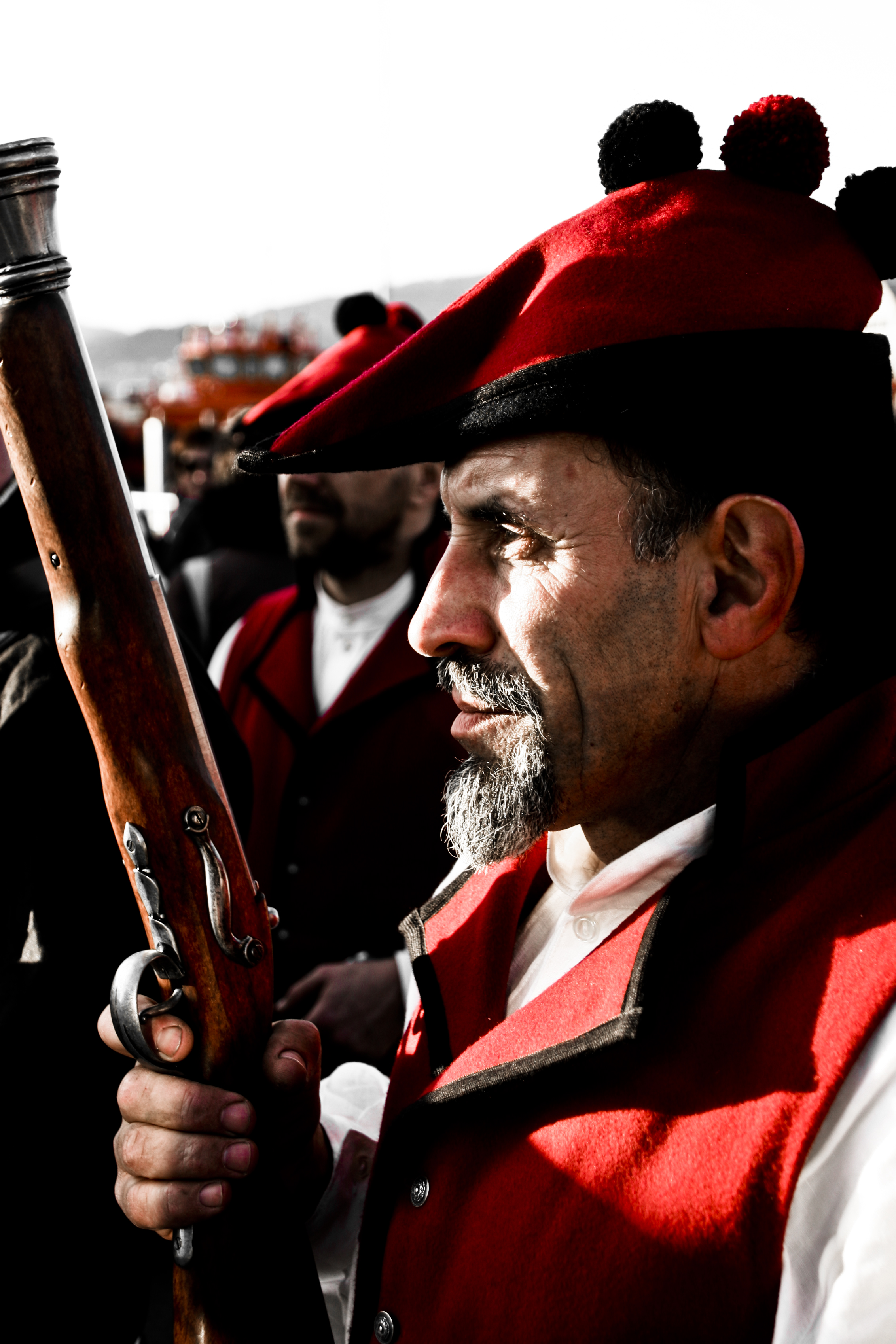
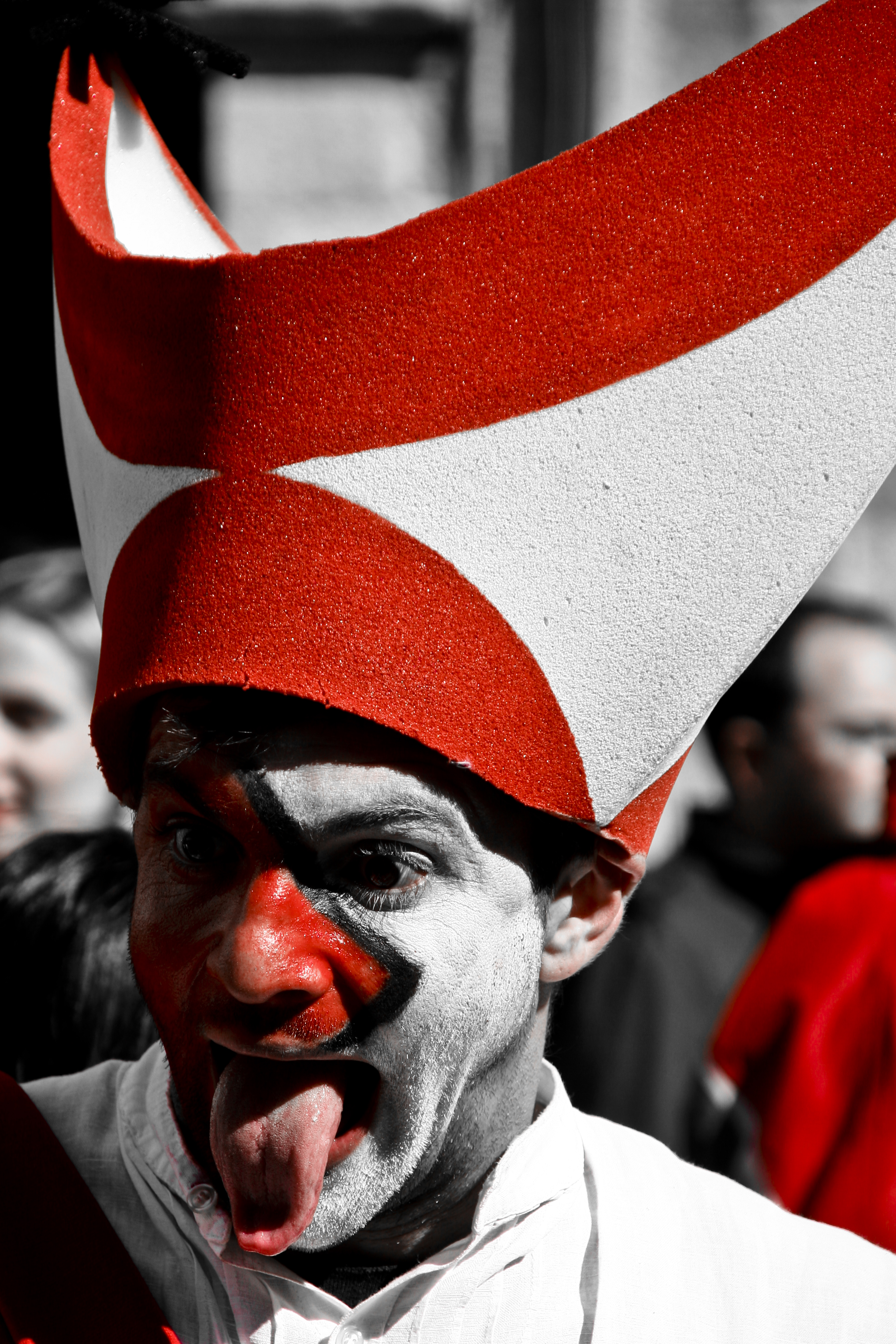
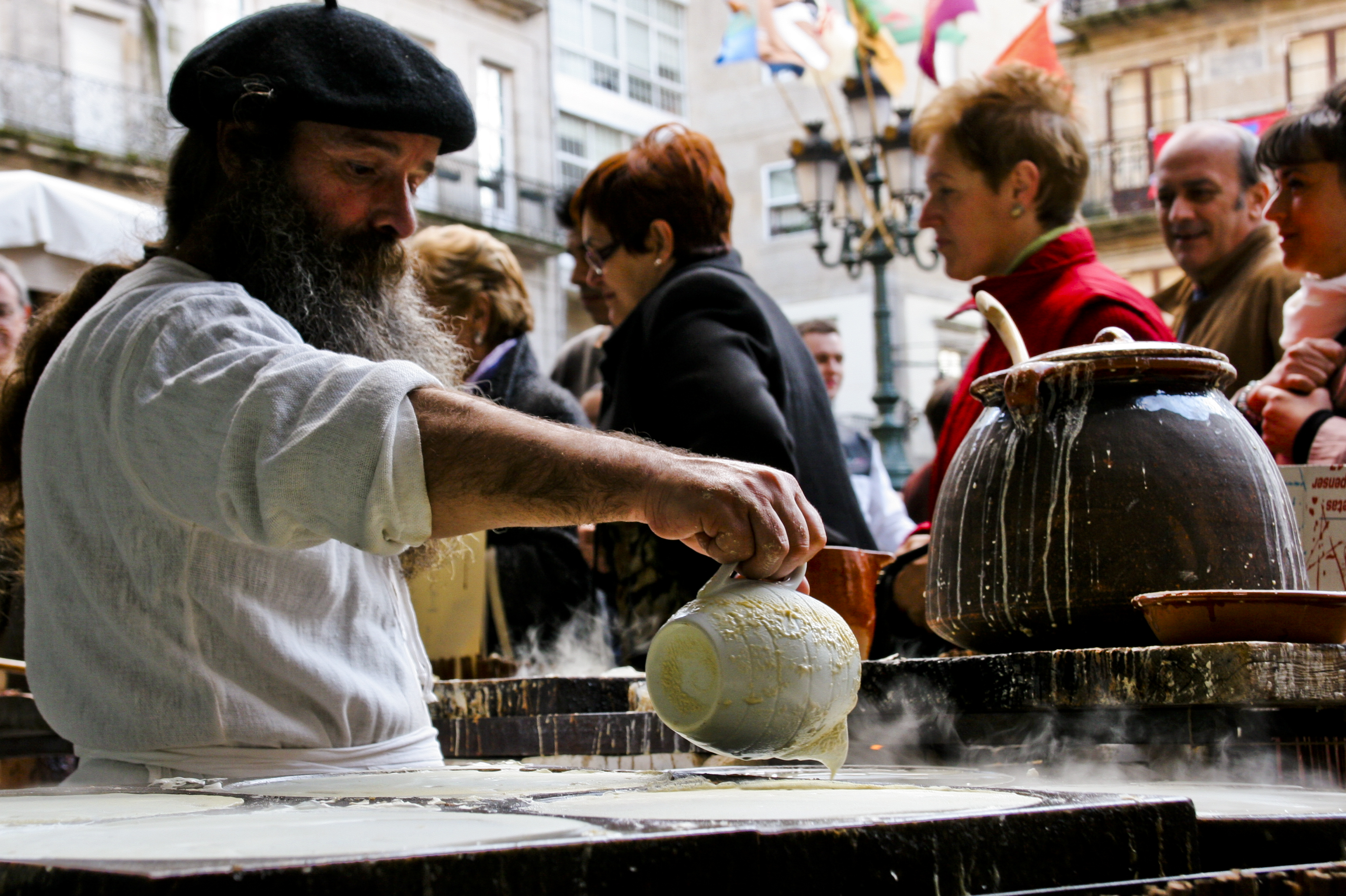